# Station Thesdorf
Station Thesdorf (Haltepunkt Thesdorf) is een spoorwegstation in de  Duitse plaats Thesdorf in de gemeente Pinneberg in de deelstaat Sleeswijk-Holstein. Het station is onderdeel van de S-Bahn van Hamburg en alleen treinen van de S-Bahn kunnen hier stoppen. Het ligt aan de spoorlijn Hamburg Holstenstraße - Pinneberg en heeft een eilandperron met twee perronsporen. Het S-Bahnstation Thesdorf werd op 23 september 1967 geopend. Het perrons is via een brug van de kruisende weg Thesdorfer Weg met een trap en lift te bereiken. De toegankelijke ingangen werd in het jaar 2012 in kader van het stimuleringspakket II van de Bondsregering door de Deutsche Bahn en haar dochter, de S-Bahngroep Hamburg, uitgevoerd. Daarvoor was de halte alleen te bereiken via de in 1967 gebouwde betonnen trap. Het gebouwtje aan het begin van het perron heeft nog de originele gele en limoengroene tegels. Het heeft tegenwoordig buiten twee kaartautomaten een kleine kiosk. Het voormalige loket en de bodemgaten van de poortjes naar het perron zijn nog te vinden. 

## Treinverbindingen
De volgende S-Bahnlijn doet station Thesdorf aan:
| Serie | Treinsoort        | Route | Bijzonderheden |
| ----- | ----------------- | --- | -------------- |
|       | S-Bahn (DB Regio) | Pinneberg – Thesdorf – Elbgaustraße – Eidelstedt – Altona – Hauptbahnhof – Harburg – Harburg Rathaus – Neugraben |                |

Hamburg-Altona ·
Hamburg Diebsteich ·
Hamburg-Langenfelde · 
Hamburg-Stellingen ·
Hamburg-Eidelstedt ·
Hamburg Elbgaustraße ·
Krupunder ·
Halstenbek ·
Thesdorf ·
Pinneberg ·
Prisdorf ·
Tornesch ·
Elmshorn ·
Horst (Holst) ·
Dauenhof ·
Wrist ·
Brokstedt ·
Neumünster ·
Einfeld ·
Bordesholm ·
Flintbek ·
Kiel Hauptbahnhof